# Сікора червоноголова
Сіко́ра червоноголова (Leptasthenura xenothorax) — вид горобцеподібних птахів родини горнерових (Furnariidae). Ендемік Перу.

## Опис
Довжина птаха становить 16 см. Лоб і тім'я яскраво-руді. Обличчя темне, поцятковане білими і охристими смужками, над очима білі "брови". Горло білувате, поцятковане чорними плямками, нижня частина тіла попелясто-сіра. Спина сірувато-коричнева, поцяткована білими смужками. Крила темні з двома білими смужками. Хвіст довгий. східчастий, крайні стернові пера білуваті.

## Поширення і екологія
Ареал червоноголових сікор дуже фрагментований і обмежений високогір'ям Рунтакоча (Апурімак) та гірськими масивами Пумасільйо і Кордильєра-де-Вільканота (Куско) на півдні центрального Перу. Вони живуть у вологих гірських тропічних лісах Polylepis. Зустрічаються на висоті від 3700 до 4550 м над рівнем моря.

## Збереження
МСОП класифікує цей вид як такий, що перебуває під загрозою зникнення. За оцінками дослідників, популяція червоноголових сікор становить від 250 до 1000 птахів. Їм загрожує знищення природного середовища.